# Andréa Beltrão
Andréa Beltrão (Rio de Janeiro, 16 settembre 1963) è un'attrice e ballerina brasiliana.

## Biografia
Nata a Rio de Janeiro, ha iniziato la sua carriera nella compagnia teatrale di Maria Clara Machado, a soli 14 anni: al suo esordio ha interpretato un personaggio maschile in una produzione della rinomata pièce O Auto da Compadecida di Ariano Suassuna. L'attrice si è poi unita al gruppo teatrale Arco da Velha, presentando spettacoli in orfanotrofi e ospedali pediatrici. All'inizio degli anni '80 è entrata a far parte del gruppo teatrale Manhas e Manias, diretto dal regista José Lavigne, lavorando insieme a Débora Bloch, Chico Diaz e Pedro Cardoso. Ha fatto anche teatro da strada, con spettacoli in tutto il Brasile. Ha promosso la ristrutturazione del Teatro Gláucio Gil a Rio, con corsi di danza, musica e teatro.
Nel 1982 è apparsa nella sua prima telenovela, Elas por Elas.
Nel 1984 ha debuttato al cinema dando volto a una scatenata ballerina nel film musicale Bete Balanço, diretto da Lael Rodrigues. Nello stesso anno ha ottenuto il suo primo ruolo di spessore nel film Garota Dourada, l'anello conclusivo della "trilogia del surf" di Antônio Calmon. 
La consacrazione dell'attrice è avvenuta grazie al personaggio di Zelda Scott, la giornalista di cui si innamorano i due protagonisti nel telefilm Società a irresponsabilità illimitata  (1985).
Nel 1986 ha recitato con Jacqueline Laurence nello spettacolo teatrale Ação Entre Amigos. Sempre in quell'anno, ha ricevuto il premio come migliore attrice non protagonista al Rio Film Festival per la sua interpretazione nel lungometraggio As Sete Vampiras. E' stata poi nuovamente diretta da Lael Rodrigues, che le ha dato il ruolo di Maria Louca nel film Rock Estrela.
Dopo un periodo di inattività, l'attrice ha ripreso ad apparire nelle telenovelas, in ruoli sempre più importanti, talora anche da protagonista: vanno menzionate Rainha da Sucata, Pedra sobre Pedra, A Viagem. 
Nel 2019 ha dato volto a Hebe Camargo nel film Hebe: A Estrela do Brasil e nella sua versione per la tv Hebe, diretti entrambi dal compagno Marcelo Farias; per l'interpretazione televisiva è stata candidata all'Emmy.

## Vita privata
Dal 1983 al 1989 ha convissuto con Guel Arraes, il regista di Società a irresponsabilità illimitata. Dal 1990 al 1992 è stata sentimentalmente legata a Rogério Gallo. Dal 1995 è compagna di Maurício Farias, col quale ha messo al mondo tre figli: Francisco (n. 1996), Rosa (n. 1997) e José (n. 2000).
In varie interviste ha affermato di essere atea e ha anche detto che tutta la sua famiglia di origine è sempre stata incline allo scetticismo.